# Сантеухини, Энрике
Энрике Сантеухини (исп. Enrique Santeugini; 8 декабря 1894, Манреса, Каталония — 25 февраля 1978, Тарраса, Каталония) — немецкий композитор.

## Биография
Композитор Энрике Сантеухини, родившийся в Испании, а затем эмигрировавший в Германию, в 1932 году написал пасодобль «Für dich, Rio Rita» («Для тебя, Рио-Рита»). Музыка была написана эксклюзивно для берлинского ночного клуба «Rio Rita», отсюда и наименование композиции.
Позже Энрике переезжает в Швецию, где его следы затерялись.